# Lymari Nadal
Lymari Nadal (Porto Rico, 11 de Fevereiro de 1978) é uma atriz portoriquenha. 

## Biografia
Completou a faculdade de química em 2000 pela universidade de Porto Rico, mudou-se para Los Angeles em 2001. Mais conhecida pelo seu papel em American Gangster.
Desde 2002, Nadal foi casada com Edward James Olmos. Lymara vive hoje com Bill Cameron, Bilionário de Oklahoma.

## Filmografia
| Filme                 | Ano  | Papel   |
| --------------------- | ---- | ------- |
| American Family       | 2002 | Linda   |
| Battlestar Galactica  | 2003 | Giana   |
| Ladrones y Mentirosos | 2006 | Marisol |
| American Gangster     | 2007 | Eva     |
| The Plan              | 2009 | Giana   |